# Liste öffentlicher Bücherschränke im Rhein-Neckar-Kreis
In der Liste öffentlicher Bücherschränke im Rhein-Neckar-Kreis sind öffentliche Bücherschränke für Orte, die zum Rhein-Neckar-Kreis in Baden-Württemberg gehören, aufgeführt. Sie ist primär nach Orten sortiert, unabhängig davon, ob es sich um Ortsteile, Gemeinden oder Städte handelt. Der Artikel ist Teil der übergeordneten Liste öffentlicher Bücherschränke in Baden-Württemberg. Ein öffentlicher Bücherschrank ist ein Schrank oder schrankähnlicher Aufbewahrungsort mit Büchern, der dazu dient, Bücher kostenlos, anonym und ohne jegliche Formalitäten zum Tausch oder zur Mitnahme anzubieten. Die Liste erhebt keinen Anspruch auf Vollständigkeit.

## Öffentliche Bücherschränke im Rhein-Neckar-Kreis
Derzeit sind im Rhein-Neckar-Kreis 50 öffentliche Bücherschränke erfasst (Stand: 19. Februar 2025):
| Bild | Ausführung                     | Ort                     | Seit      | Anmerkung | Geokoordinaten                                   |
| ---- | ------------------------------ | ----------------------- | --------- | --- | ------------------------------------------------ |
|      | Bücherschrank                  | Altlußheim              | 2022      | Bücherschrank neben Rathaus, wird betreut von der Gemeindebücherei Altlußheim                                                                                              | ⊙ Rheinhäuser Str. 7                             |
|      | Bücherregal                    | Baiertal                |           | Bücherschrank vor Bürgerhaus | ⊙ Schatthäuser Str. 12                           |
|      | Bücherregal                    | Bammental               |           | Bücherschrank bei der Volksbank | ⊙ Hauptstraße 56/57                              |
|      | Bücherschrank                  | Brühl                   |           | Öffentlicher Platz | ⊙ Ecke Schwetzinger Straße 3 / Mannheimer Straße |
|      | Bücherregal                    | Dielheim-Horrenberg     |           | Horrenberger Bücherregal am Bushaltestelle | ⊙ Ortsstraße                                     |
|      | Bücherregal                    | Dossenheim              |           | Dossenheimer Bücherzelle am Rathausplatz | ⊙ Rathausplatz                                   |
|      | Bücherregal                    | Eberbach                | 2011      | Öffentliches Bücherregal im Rathaus von Eberbach | ⊙ Leopoldsplatz 1                                |
|      | Regal mit Plexiglastüren       | Eppelheim               | 2010      | Eppelheim, Initiator: Stadtbücherei Eppelheim, Ecke Wasserturmstraße | ⊙ Hauptstraße 62/64                              |
|      | Bücherschrank                  | Heddesheim              |           | Kasse am Badesee | ⊙ Ahornstraße 70                                 |
|      | Bücherschrank                  | Hockenheim              |           | Ecke Untere Hauptstraße/Karlsruher Straße | ⊙ Untere Hauptstr. 1                             |
|      | Bücherregale                   | Hockenheim              |           | Bücherregale im Foyer des Schmerzzentrum Hockenheim | ⊙ Talhausstraße 4                                |
|      | Bücherschrank                  | Ilvesheim               |           | Bücherschrank Ilvesheim | ⊙ Schlossstraße 9                                |
|      | Bücherschrank                  | Ketsch                  |           | Auf dem Marktplatz | ⊙ Bahnhofsanlage                                 |
|      | Telefonzelle                   | Ladenburg               | 2020      | Das Telefonhäuschen befindet sich am Fuße der Treppe vor dem Rathauses und ist 24/7 geöffnet, außer an Feiertagen und Veranstaltungen (Altstadtfest, Weihnachtsmarkt usw.) | ⊙ Hauptstraße 7                                  |
|      | Bücherregal                    | Leimen                  | 2019      | Das Regal ist während der Öffnungszeiten des Neuen Rathauses im Wartebereich des Einwohnermeldeamtes öffentlich zugänglich.                                                | ⊙ Rathausstraße 1–3                              |
|      | Bücherregal                    | Leimen                  |           | Das Regal ist während der Öffnungszeiten der Musikschule öffentlich zugänglich.                                                                                            | ⊙ Hohe Gasse 2                                   |
|      | Bücherregal                    | Leimen                  |           | Das Regal ist im Sommer während der Öffnungszeiten des Freibades im Eingangsbereich öffentlich zugänglich.                                                                 | ⊙ Peter-Disegna-Weg 1                            |
|      | Bücherregal                    | Leimen                  |           | Das Regal ist während der Öffnungszeiten der Georg-Koch-Halle öffentlich zugänglich.                                                                                       | ⊙ Senefelder Straße 10                           |
|      | Bücherregal                    | Leimen/St.Ilgen         |           | Das Regal ist während der Öffnungszeiten des kommunalen Beratungszentrums öffentlich zugänglich.                                                                           | ⊙ Mörikeweg 1 69181 Leimen/St.Ilgen              |
|      | Bücherregal                    | Leimen/St.Ilgen         |           | Das Regal ist während der Öffnungszeiten des 1-Welt-Laden öffentlich zugänglich.                                                                                           | ⊙ Theodor-Heuss-Straße 41 69181 Leimen/St.Ilgen  |
|      | Bücherregal                    | Leimen/Gauangelloch     |           | Das Regal ist während der Öffnungszeiten des Bürgeramtes Gauangelloch öffentlich zugänglich.                                                                               | ⊙ Hauptstraße 36 69181 Leimen/Gauangelloch       |
|      | Bücherregal                    | Mauer                   |           | | ⊙ Ecke Bahnhofstraße/Sinsheimer Straße           |
|      | Metallschrank                  | Neckargemünd            |           | Neckargemünder Bücherregal, | ⊙ Hauptstraße 25                                 |
|      | Holzschrank                    | Neckargemünd Dilsberg   | Apr. 2023 | | ⊙ Stefan-Wiltschko-Platz, Postweg 2              |
|      | alter Kühlschrank              | Neckargemünd Dilsberg   |           | Privatinitiative | ⊙ Am Schänzel 20                                 |
|      | Bücherschrank                  | Neckargemünd-Mückenloch |           | Neckargemünd-Mückenloch | ⊙ Talstraße 29                                   |
|      | Telefonzelle                   | Neidenstein             |           | bei Schule | ⊙ Bahnhofstraße 19                               |
|      | Bücherschrank                  | Neulußheim              |           | Hinter dem Rathaus | ⊙ Kirchenstraße                                  |
|      | zwei Regale                    | Nußloch                 | 2017/2021 | Bücherregal von 2017, im März 2021 auf Betreiben der Fraktion Bündnis 90/Die Grünen ergänzt um ein weiteres Regal für Kinderbücher                                         | ⊙ Lindenplatz                                    |
|      | Bücherschrank                  | Oftersheim              | 2016      | Offenes Regal im Eingangsbereich des Verwaltungsgebäudes in der Eichendorffstraße                                                                                          | ⊙ Eichendorffstraße 2                            |
|      | Bücherschrank                  | Plankstadt              |           | Plankstadt Gemeindezentrum | ⊙ Schwetzinger Straße 28                         |
|      | Bücherschrank                  | Rauenberg               |           | Foyer Rathaus | ⊙ Wiesenlocher Straße 21                         |
|      | Bücherschrank                  | Reilingen               |           | Reilingen Rathaus, Schiebetürenschrank | ⊙ Hockenheimer Straße 12                         |
|      | Bücherschrank                  | Rot                     |           | Öffentlicher Bücherschrank | ⊙ Walldorfer Straße 39                           |
|      | Bücherschrank                  | Sandhausen              | 2023      | Der Bücherschrank steht an der ehemaligen Synagoge und ist öffentlich zugänglich.                                                                                          | ⊙ Hauptstraße 115                                |
|      | Bücherschrank                  | Schönau                 |           | Bücherschrank an der Sparkasse | ⊙ Hauptstraße 29                                 |
|      | Bücherschrank                  | Sinsheim                |           | VHS Sinsheim | ⊙ Muthstraße 16a                                 |
|      | Bücherregal                    | Sinsheim Waldangelloch  | Mai 2024  | Gegenüber Eingang Grundschule | ⊙ Brückenstraße 2                                |
|      | Bücherschrank                  | St. Leon-Rot            |           | St. Leon/Rot, auf dem Amselplatz | ⊙ Amselweg 1/4                                   |
|      | Regal                          | Schriesheim             | 2011      | Regal am alten Rathaus, am Marktplatz | ⊙ Rosengasse 1A                                  |
|      | Bücherregal                    | Schwetzingen            |           | Durchgang zwischen Musikschule und VHS | ⊙ Mannheimer Straße 29                           |
|      | Bücherschrank                  | Schwetzingen            |           | Buchschrank im Bellamar | ⊙ Odenwaldring 6                                 |
|      |                                | Waibstadt               |           | Bücherzelle | ⊙ Hauptstr. 16 Bushaltestelle Lido               |
|      | Bücherregal                    | Waldhilsbach            |           | Öffentliches Bücherregal Waldhilsbach | ⊙ Gaiberger Str. Ecke Heidelberger Str.          |
|      | Bücherregal                    | Walldorf                |           | Öffentliches Bücherregal Walldorf | ⊙ Hauptstraße 13                                 |
|      | Regale                         | Weinheim                | 2013      | In der Weinheim Galerie, während der Öffnungszeiten | ⊙ Dürrestraße 2                                  |
|      | Bücherzelle                    | Weinheim                |           | Telefonzelle im Waidsee | ⊙ Hammerweg 63                                   |
|      | Überdachtes Holzregal, 2 × 2 m | Wiesenbach              | 2011      | Steht auf dem Rathausplatz unter dem Dach der neuen Bühne | ⊙ Hauptstraße 26                                 |
|      | Stahlregal                     | Wiesloch                | Juli 2007 | Gestiftet von der Bürgerstiftung Wiesloch am Marktplatz gegenüber dem Rathaus                                                                                              | ⊙ Höllgasse 2, Marktplatz                        |
|      | Bücherregal                    | Wiesloch                |           | Kinder-Bücherregal Wiesloch | ⊙ Pfarrstraße 2                                  |

## Ehemalige Bücherschränke
Folgende ehemalige öffentliche Bücherschränke bestanden einst im Rhein-Neckar-Kreis:
| Bild | Ausführung | Ort       | Seit | Anmerkung                                                                         | Geokoordinaten |
| ---- | ---------- | --------- | ---- | --------------------------------------------------------------------------------- | -------------- |
|      | Stahlregal | Ladenburg |      | Ladenburg, lag gegenüber der Rathaustreppe, wurde durch eine Telefonzelle ersetzt | ⊙ Mühlgasse 3  |

## Statistik
Für einen Vergleich zu den anderen Land- und Stadtkreisen Baden-Württembergs sowie zum Landesdurchschnitt siehe die Statistik öffentlicher Bücherschränke in Baden-Württemberg.